# Neufchâteau (Frankrijk)
Neufchâteau is een gemeente in het Franse departement Vosges in de regio Grand Est. De plaats is de onderprefectuur van het arrondissement Neufchâteau. Neufchâteau telde op 1 januari 2022 6.813 inwoners.

## Geschiedenis
Aan het einde van de 11e eeuw liet hertog Diederik II van Lotharingen hier een kasteel, een kerk gewijd aan Sint-Nicolaas en een priorij bouwen, bij de al bestaande parochie van Saint-Christophe. De stad bloeide in de middeleeuwen dankzij de textielnijverheid. In de 13e eeuw vestigden zich verschillende kloosters in de stad. In de 15e eeuw kwamen de inwoners van Neufchâteau in opstand tegen de hertog.
Tijdens de Dertigjarige Oorlog werden het kasteel en de stadsmuren afgebroken en de stad liep leeg door het oorlogsgeweld en door epidemieën. De stad leefde daarna terug op: er kwamen nieuwe kloosters in de stad en rijke burgers bouwden er hun huizen. Halfweg de 19e eeuw kreeg de ecomonie een impuls door de komst van de spoorweg. Neufchâteau werd een spoorwegknooppunt.
In 1965 werden de voormalige gemeenten Noncourt en Rouceux bij Neufchâteau gevoegd. Vanaf de jaren 1960 werden nieuwe wijken en industriezones gebouwd. In 1982 werd er een nieuwe ziekenhuis gebouwd.
Op 1 januari 2025 werd Rollainville bij de gemeente gevoegd met de status van commune déléguée.

## Geografie
De oppervlakte van Neufchâteau bedroeg op 1 januari 2022 31,94 vierkante kilometer; de bevolkingsdichtheid was toen 213,3 inwoners per km². De gemeente ligt aan de samenvloeiing van de Mouzon en de Maas.
De onderstaande kaart toont de ligging van Neufchâteau met de belangrijkste infrastructuur en aangrenzende gemeenten.

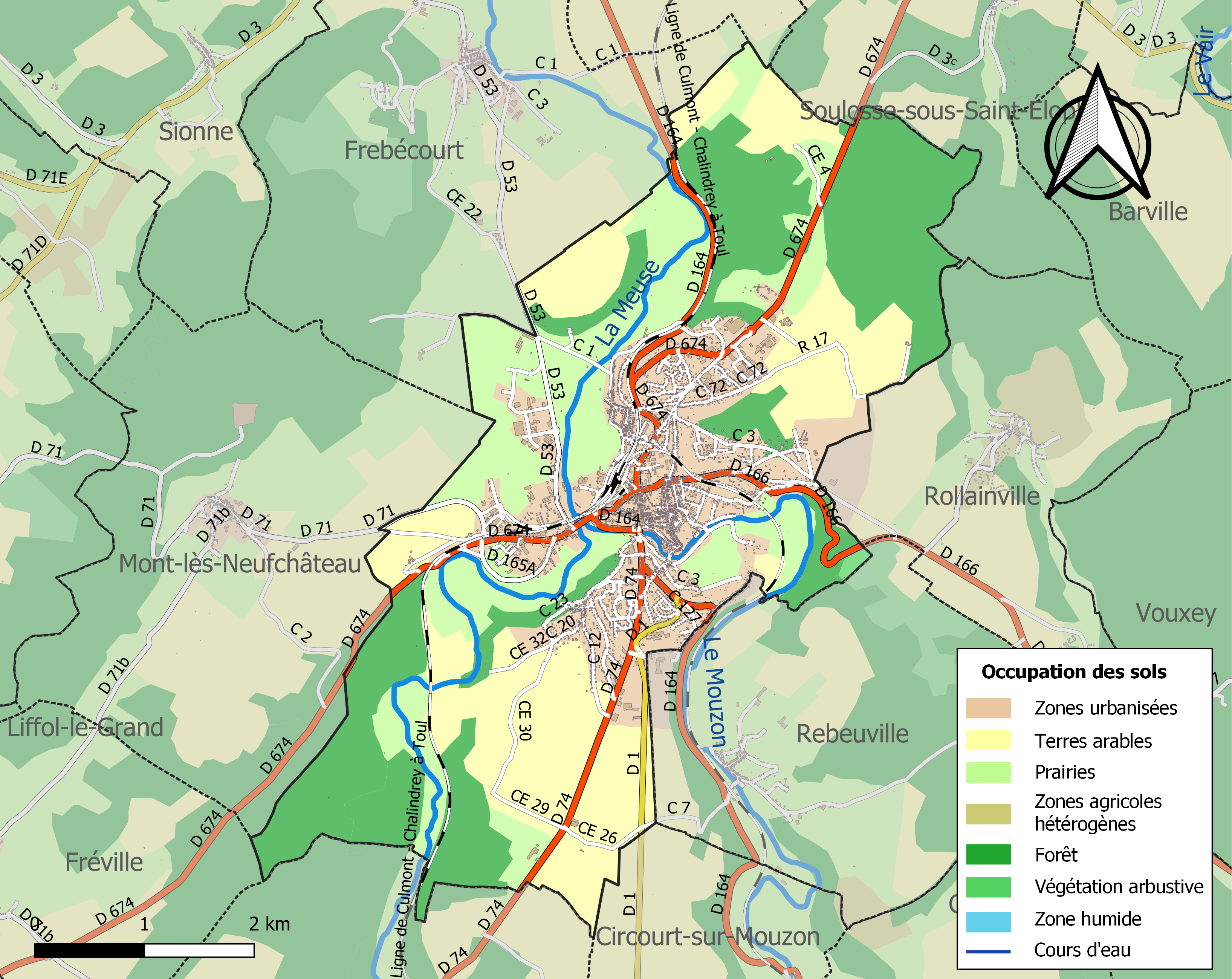

## Demografie
Onderstaande figuur toont het verloop van het inwonertal (bron: INSEE-tellingen).

## Bezienswaardigheden
- Kerk St-Nicolas (13-15de eeuw)
- Kerk St-Christophe (13-14de eeuw)
- Chapelle du Saint-Esprit en ziekenhuis (13de eeuw)
- Hôtel de Houdreville, stadhuis
- Hôtel de Malte
- Justitiegebouw (17de eeuw)

## Geboren
- Nicolas Liez (1809-1892), Luxemburgs graficus